# Stiftung Kolping-Bildungswerk Württemberg
Die Stiftung Kolping-Bildungswerk Württemberg ist ein Bildungsträger in Süddeutschland. An 65 Standorten in 25 Städten beschult die Stiftung ca. 17.500 Teilnehmer. In über 170 staatlich anerkannten Schulen führt die Stiftung Schülerinnen zum Abschluss und bietet jährlich rund 2500 neuen Schülern einen Schulplatz. Die Stiftung Kolping-Bildungswerk Württemberg beschäftigt über 2500 Mitarbeiter.
Die Stiftung Kolping-Bildungswerk Württemberg ist Teil des Kolping-Netzwerks.